# 两石山 (爱尔兰)
两石山，是位于爱尔兰的一座山。536米（1759英尺） 高，是爱尔兰第382高山。它是都柏林山脉的最高点，这座山名字来源于位于山顶东南部的两座花岗岩塔。从被称为仙女城堡的山顶上，可以看到都柏林中塔拉，霍斯绝大部分景色。山顶大部分是浅沼泽，而蕨类植物和金雀花覆盖着山脚。这座山也是红松鸡的重要栖息地。

## 景象
- 两石山得名于此岩塔
- “仙宫”：图中石堆和三角柱所在的土堆是一个墓道
- Ballyedmonduff楔形墓穴
- Ballyedmonduff楔形墓穴的壁画
- 东坡上的巨石

## 引用